# Molnar
Molnar plemićka porodica iz roda Gorjanskih podjeljena na više grana: hrvatsku, mađarsku, njemačku i židovsku.

### Grb
Grb plemićke obitelji Molnar hrvatske grane je crvene boje, podnožje zelene u kojem je smještena kraljevska kruna, uz koju je u sredini stojeći vitez s nagnutim topuzom u desnoj ruci i podbočenom lijevom rujkom. Desna je ruka savijena prema gore s uzdignutim žezlom. Poviše se na štit naslanja rešetkasta viteška kaciga i otvorena kraljevska kruna iz čije sredine strši ukrašen lokalni jelen, čiji je vrat proboden s tri strelice, koji između sredinesavijenih prednjih nogu drži rascvjetanu ružu. Pod njim je pak i uoloko kacige skut, plašt, te viseće šarene vrpce s vijenca plavel i žute boje i komadići voska. Odatle se pak mjestimično šite prema izvanjskoj strani skupa bijele i crvene boje, kojima je ukrašen.
Povelja o dodjeli grba i plemstva obitelji Molnar je iz 1667.

## Poveznice
- Dodatak:Popis poznatih plemićkih obitelji iz Hrvatske